# Würth
El Grupo Würth  (alemán: Würth-Gruppe), es líder mundial en el desarrollo, producción y venta de materiales de fijación y montaje. Actualmente está formada por más de 400 empresas en más de 80 países y cuenta con más de 83.000 empleados en plantilla, de los cuales más de 33.000 forman parte de la red de ventas. Según el estado financiero anual auditado, el Grupo Würth generó unas ventas totales de 17.100 millones EUR en el ejercicio económico de 2021. 
En el negocio principal, la línea Würth, la gama de productos de artesanado e industria comprende más de 125.000 productos: desde tornillos, accesorios para tornillos y anclajes hasta herramientas, productos químico-técnicos y equipos de protección personal. Las empresas aliadas del Grupo Würth, que operan en áreas comerciales adyacentes al negocio principal o en áreas comerciales diversificadas, completan la gama ofreciendo productos para tiendas de bricolaje, material para instalaciones eléctricas, componentes electrónicos y, empresas de otra tipología como servicios financieros como de hostelería.

## Historia
Würth fue fundada por Adolf Würth (1909–1954), establecida con el propósito de vender tornillos en 1945 en Künzelsau (de ahí el logotipo de la empresa, que consta del apellido y una W formada por dos cabezas de tornillo con cabeza cilíndrica y redonda). Después de la muerte de Adolf Würth, su hijo Reinhold Würth se hizo cargo en 1954 a la edad de 19 años con su madre Alma Würth, convirtiéndola en una empresa de dos personas.
Desde entonces, la compañía se ha convertido en el grupo minorista líder en el mundo con la principal participación comercial en la distribución de tornillería, químicos y herramientas con aproximadamente 125.000 productos diferentes en estas líneas. Sus más de 3,9 millones de clientes incluyen empresas de la industria de la construcción, artesanía en madera y metal, empresas de automoción, instalaciones y, cada vez más, clientes industriales. 
El 1 de enero de 1994, Reinhold Würth se retiró de la dirección y asumió el cargo de presidente del Consejo Asesor del Grupo Würth. El 1 de marzo de 2006, pasó este cargo a su hija Bettina Würth y se convirtió en presidente del Consejo de Supervisión del Grupo Würth.
El 7 de septiembre de 1977 el Prof. Dr. h.c. mult. Reinhold Würth creó la empresa Würth Tornillos de España S.A, en la actualidad Würth España S.A.
Con dos sedes centrales, ubicadas en Palau de Plegamans (Barcelona) y Agoncillo (La Rioja), Würth España alcanzó en 2021 la cifra de 346,6 millones de euros de facturación y cuenta con más de 2.750 empleados.
En el año 1994 se inauguró el primer Autoservicio en Campo de las Naciones (Madrid); en 2019 se puso en marcha el número 100 en una clara apuesta por la expansión del negocio; hoy Würth España cuenta con más de 130 Autoservicios operativos distribuidos a lo largo del territorio español.
Würth España también cuenta con un activo diferenciador: el Museo Würth La Rioja, ubicado en la sede de Agoncillo, el cual se inauguró en 2007.

## Estructura corporativa
Además de la empresa matriz alemana Adolf Würth GmbH & Co, Würth incluye más de 400 empresas en 80 países, que se dividen en dos líneas:
- La línea Würth (die Würth-Linie), cuyas empresas llevan el nombre de Würth.

- 206 empresas aliadas, entre las que se encuentra empresas compradas que operan bajo su nombre original o han sido integradas en otra empresa aliada.